# Liste umbenannter Gemeinden in den Niederlanden
In der Liste umbenannter Gemeinden in den Niederlanden werden die Gemeinden der Niederlande gelistet, die während ihrer Existenz umbenannt wurden.
Die Gemeinden werden nach Provinzen geordnet in der Reihenfolge des Alphabets gelistet. Umbenennungen mit einer gleichzeitigen Änderung des Gemeindegebiets durch einen Zusammenschluss werden nicht berücksichtigt.

## Niederländische und deutsche Bezeichnungen der niederländischen Provinzen
| Niederländische Provinzbezeichnung | Deutsche Provinzbezeichnung            |
| ---------------------------------- | -------------------------------------- |
| Drenthe                            | Drente                                 |
| Flevoland (ab 1986)                | Flevoland                              |
| Friesland (bis 1996)               | Friesland                              |
| Fryslân (ab 1997)                  | Friesland                              |
| Gelderland                         | Gelderland                             |
| Groningen                          | Groningen                              |
| Limburg                            | Limburg                                |
| Noord-Brabant                      | Nordbrabant                            |
| Noord-Holland                      | Nordholland                            |
| Overijssel                         | Overijssel, Oberissel oder Obere Issel |
| Utrecht                            | Utrecht                                |
| Zeeland                            | Zeeland oder Seeland                   |
| Zuid-Holland                       | Südholland                             |

## Gemeindenamen mit Vorsätzen
Gemeinden, deren Namen mit De, Den, Het, ’s-, ’t, Ten und Ter beginnen, werden mit diesem Vorsatz alphabetisch einsortiert.

## Drenthe
| Name der Gemeinde | Datum      | vorheriger Name | Anmerkungen |
| ----------------- | ---------- | --------------- | ----------- |
| Midden-Drenthe    | 01.01.2000 | Middenveld      |             |
| Tynaarlo          | 01.12.1999 | Zuidlaren       |             |

## Flevoland
| Name der Gemeinde | Datum      | vorheriger Name           | Anmerkungen                                                                            |
| ----------------- | ---------- | ------------------------- | -------------------------------------------------------------------------------------- |
| Noordoostpolder   | 01.07.1963 | De Noordoostelijke Polder | De Noordoostelijke Polder war eine öffentliche Körperschaft ohne Provinzzugehörigkeit. |

## Fryslân/Friesland
| Name der Gemeinde                  | Datum      | vorheriger Name                    | Anmerkungen |
| ---------------------------------- | ---------- | ---------------------------------- | --- |
| Aengwirden                         | 01.10.1816 | Tjalleberd                         | Aengwirden wurde am 1. Januar 1934 in die Gemeinde Heerenveen eingegliedert.                                     |
| Boarnsterhim                       | 03.01.1985 | Boarnsterhem                       | Doniawerstal wurde am 1. Januar 1984 in die Gemeinde Leeuwarden eingegliedert.                                   |
| Dantumadiel                        | 01.01.2009 | Dantumadeel                        | |
| De Fryske Marren                   | 01.07.2015 | De Friese Meren                    | |
| Doniawerstal                       | 01.10.1816 | Langweer                           | Doniawerstal wurde am 1. Januar 1984 in die Gemeinde Scharsterland eingegliedert.                                |
| Ferwerderadiel                     | 01.01.1999 | Ferwerderadeel                     | |
| Franekeradeel                      | 01.10.1816 | Tjum                               | Franekeradeel wurde am 1. Januar 2018 in die Gemeinde Waadhoeke eingegliedert.                                   |
| Gaasterland                        | 01.10.1816 | Balk                               | Der Name der Gemeinde Gaasterland wurde am 6. Juni 1985 in Gaasterlân-Sleat geändert.                            |
| Gaasterlân-Sleat                   | 01.03.1985 | Gaasterland                        | Gaasterlân-Sleat wurde am 1. Januar 2014 in die Gemeinde De Friese Meren eingegliedert.                          |
| Hemelumer Oldeferd                 | 01.01.1956 | Hemelumer Oldephaert en Noordwolde | Hemelumer Oldeferd wurde am 1. Januar 1984 in die Gemeinde Nijefurd eingegliedert.                               |
| Hemelumer Oldephaert en Noordwolde | 01.10.1816 | Koudum                             | Der Name der Gemeinde Hemelumer Oldephaert en Noordwolde wurde am 1. Januar 1956 in Hemelumer Oldeferd geändert. |
| Littenseradiel                     | 26.01.1985 | Littenseradeel                     | Littenseradiel wurde am 1. Januar 1984 in die Gemeinde Leeuwarden eingegliedert.                                 |
| Menaldumadiel                      | 01.01.2011 | Menameradeel                       | Menaldumadiel wurde am 1. Januar 2018 in die Gemeinde Waadhoeke eingegliedert.                                   |
| Rauwerderhem                       | 01.10.1816 | Rauwerder                          | Der Name der Gemeinde Rauwerderhem wurde am 1. Januar 1984 in Boornsterhem geändert.                             |
| Skarsterlân                        | 01.03.1985 | Scharsterland                      | Skarsterlân wurde am 1. Januar 2014 in die Gemeinde De Friese Meren eingegliedert.                               |
| Stavoren                           | 01.01.1979 | Staveren                           | Stavoren wurde am 1. Januar 1984 in die Gemeinde Nijefurd eingegliedert.                                         |
| Tytsjerksteradiel                  | 01.01.1989 | Tietjerksteradeel                  | |
| Wûnseradiel                        | 01.01.1987 | Wonseradeel                        | Wûnseradiel wurde am 1. Januar 2011 in die Gemeinde Súdwest-Fryslân eingegliedert.                               |
| Wymbritseradiel                    | 01.01.1987 | Wymbritseradeel                    | Wymbritseradiel wurde am 1. Januar 2011 in die Gemeinde Súdwest-Fryslân eingegliedert.                           |

## Gelderland
| Name der Gemeinde     | Datum      | vorheriger Name   | Anmerkungen |
| --------------------- | ---------- | ----------------- | --- |
| Berg en Dal           | 01.01.2016 | Groesbeek         | |
| Dodewaard             | 01.01.1818 | Hien en Dodewaard | Dodewaard wurde am 1. Januar 2002 in die Gemeinde Kesteren eingegliedert.                                                                                |
| Est en Opijnen        | 01.01.1818 | Opijnen           | Est en Opijnen wurde am 1. Januar 1978 in die Gemeinde Neerijnen eingegliedert.                                                                          |
| Herwen en Aerdt       | 01.01.1818 | Lobith            | Herwen en Aerdt wurde am 1. Januar 1985 in die Gemeinde Rijnwaarden eingegliedert.                                                                       |
| Hummelo en Keppel     | 01.01.1818 | Keppel            | Hummelo en Keppel wurde am 1. Januar 2005 in die Gemeinde Bronckhorst eingegliedert.                                                                     |
| Kerkwijk              | 01.01.1818 | Bruchem           | Kerkwijk wurde am 1. Januar 1999 in die Gemeinde Zaltbommel eingegliedert.                                                                               |
| Kesteren              | 01.01.1818 | Heusden           | Der Name der Gemeinde Kesteren wurde am 1. April 2003 in Neder-Betuwe geändert.                                                                          |
| Lingewaal             | 03.01.1987 | Vuren             | |
| Lingewaard            | 01.01.2003 | Bemmel            | |
| Maasdriel             | 01.08.1944 | Driel             | |
| Millingen aan de Rijn | 01.07.1954 | Millingen         | Millingen aan de Rijn wurde am 1. Januar 2015 in die Gemeinde Groesbeek eingegliedert.                                                                   |
| Neder-Betuwe          | 01.04.2003 | Kesteren          | |
| Oost Gelre            | 19.05.2006 | Groenlo           | Im Jahr 2005 trug die Gemeinde inoffiziell den Namen Groenlo-Lichtenvoorde. Bereits ab dem 1. Januar 2006 wurde der Name Oost Gelre inoffiziell genutzt. |
| Rozendaal             | 01.01.1833 | Rosendaal         | |
| Valburg               | 01.01.1818 | Herveld           | Valburg wurde am 1. Januar 2001 in die Gemeinde Overbetuwe eingegliedert.                                                                                |
| West Maas en Waal     | 01.07.1985 | Wamel             | |

## Groningen
| Name der Gemeinde | Datum      | vorheriger Name | Anmerkungen                                                                         |
| ----------------- | ---------- | --------------- | ----------------------------------------------------------------------------------- |
| Menterwolde       | 01.02.1991 | Oosterbroek     | Menterwolde wurde am 1. Januar 2018 in die Gemeinde Midden-Groningen eingegliedert. |
| Reiderland        | 01.07.1991 | Beerta          | Reiderland wurde am 1. Januar 2010 in die Gemeinde Oldambt eingegliedert.           |
| Stadskanaal       | 01.01.1969 | Onstwedde       |                                                                                     |

## Limburg
| Name der Gemeinde  | Datum      | vorheriger Name       | Anmerkungen                                                                                      |
| ------------------ | ---------- | --------------------- | ------------------------------------------------------------------------------------------------ |
| Arcen en Velden    | 01.01.1816 | Oosterbroek           | Arcen en Velden wurde am 1. Januar 2010 in die Gemeinde Venlo eingegliedert.                     |
| Ambt Montfort      | 01.02.1994 | Posterholt            | Ambt Montfort wurde am 1. Januar 2007 in die Gemeinde Roerdalen eingegliedert.                   |
| Cadier en Keer     | 05.02.1828 | Cadier                | Cadier en Keer wurde am 1. Januar 1982 in die Gemeinde Margraten eingegliedert.                  |
| Maasbree           | 14.02.1818 | Bree                  | Maasbree wurde am 1. Januar 2010 in die Gemeinde Peel en Maas eingegliedert.                     |
| Roerdalen          | 01.01.1993 | Melick en Herkenbosch |                                                                                                  |
| Roggel en Neer     | 01.01.1993 | Roggel                | Roggel en Neer wurde am 1. Januar 2007 in die Gemeinde Leudal eingegliedert.                     |
| Valkenburg-Houthem | 15.07.1941 | Valkenburg            | Valkenburg-Houthem wurde am 1. Januar 1981 in die Gemeinde Valkenburg aan de Geul eingegliedert. |

## Noord-Brabant
| Name der Gemeinde            | Datum      | vorheriger Name                            | Anmerkungen                                                                                      |
| ---------------------------- | ---------- | ------------------------------------------ | ------------------------------------------------------------------------------------------------ |
| Bakel en Milheze             | 08.05.1819 | Bakel                                      | Bakel en Milheze wurde am 1. Januar 1997 in die Gemeinde Gemert-Bakel eingegliedert.             |
| Bergeijk                     | 25.09.1998 | Bergeyk                                    |                                                                                                  |
| Bernheze                     | 28.01.1995 | Heesch                                     |                                                                                                  |
| Cranendonck                  | 28.01.1998 | Budel                                      |                                                                                                  |
| Drimmelen                    | 25.04.1998 | Made                                       |                                                                                                  |
| Drongelen                    | 01.08.1908 | Drongelen, Haagoort, Gansoijen en Doeveren | Drongelen wurde am 1. Mai 1923 in die Gemeinde Eethen eingegliedert.                             |
| Dussen                       | 01.08.1908 | Dussen, Munster en Muilkerk                | Dussen wurde am 1. Januar 1997 in die Gemeinde Werkendam eingegliedert.                          |
| Etten-Leur                   | 01.01.1968 | Etten en Leur                              |                                                                                                  |
| Genderen                     | 01.08.1908 | Heesbeen, Eethen en Genderen               | Genderen wurde am 1. Mai 1923 in die Gemeinde Eethen eingegliedert.                              |
| Heesbeen, Eethen en Genderen | 08.05.1819 | Eethen, Genderen en Heesbeen               | Der Name der Gemeinde Heesbeen, Eethen en Genderen wurde am 1. August 1908 in Genderen geändert. |
| Meeuwen                      | 01.08.1908 | Meeuwen, Hill en Babyloniënbroek           | Meeuwen wurde am 1. Mai 1923 in die Gemeinde Eethen eingegliedert.                               |
| Moerdijk                     | 01.04.1998 | Zevenbergen                                |                                                                                                  |
| Princenhage                  | 08.05.1819 | Haage                                      | Princenhage wurde am 1. Januar 1942 in die Gemeinde Breda eingegliedert.                         |
| Prinsenbeek                  | 01.01.1951 | Beek                                       | Dussen wurde am 1. Januar 1997 in die Gemeinde Breda eingegliedert.                              |
| Sint Anthonis                | 04.07.1995 | St. Anthonis                               |                                                                                                  |

## Noord-Holland
| Name der Gemeinde | Datum      | vorheriger Name | Anmerkungen |
| ----------------- | ---------- | --------------- | ----------- |
| Amstelveen        | 01.01.1964 | Nieuwer-Amstel  |             |
| Drechterland      | 01.10.1980 | Bangert         |             |
| Edam-Volendam     | 01.01.1975 | Edam            |             |

## Overijssel
| Name der Gemeinde | Datum      | vorheriger Name | Anmerkungen |
| ----------------- | ---------- | --------------- | ----------- |
| Dinkelland        | 01.01.2002 | Denekamp        |             |
| Olst-Wijhe        | 26.03.2002 | Olst            |             |
| Rijssen-Holten    | 15.03.2003 | Rijssen         |             |
| Steenwijkerland   | 01.01.2003 | Steenwijk       |             |
| Twenterand        | 01.06.2002 | Vriezenveen     |             |

## Utrecht
| Name der Gemeinde  | Datum      | vorheriger Name | Anmerkungen                                                                         |
| ------------------ | ---------- | --------------- | ----------------------------------------------------------------------------------- |
| Abcoude-Baambrugge | 01.01.1818 | Baambrugge      | Abcoude-Baambrugge wurde am 1. Mai 1941 in die neue Gemeinde Abcoude eingegliedert. |
| Abcoude-Proostdij  | 01.01.1818 | Abcoude         | Abcoude-Proostdij wurde am 1. 1941 in die neue Gemeinde Abcoude eingegliedert.      |
| Stichts Loenen     | 01.05.1817 | Loenen          | Stichts Loenen wurde am 1. Januar 1820 in die neue Gemeinde Loenen eingegliedert.   |

## Zeeland
| Name der Gemeinde | Datum      | vorheriger Name | Anmerkungen                                                                   |
| ----------------- | ---------- | --------------- | ----------------------------------------------------------------------------- |
| Bath              | 01.01.1816 | Fort Bath       | Bath wurde am 1. Januar 1878 in die Gemeinde Rilland-Bath eingegliedert.      |
| Ter Neuzen        | 15.07.1877 | Neuzen          | Der Name der Gemeinde Ter Neuzen wurde am 4. Juni 1940 in Terneuzen geändert. |
| Terneuzen         | 04.06.1940 | Ter Neuzen      |                                                                               |

## Zuid-Holland
| Name der Gemeinde       | Datum      | vorheriger Name           | Anmerkungen                                                                             |
| ----------------------- | ---------- | ------------------------- | --------------------------------------------------------------------------------------- |
| Barendrecht             | 01.01.1905 | Oost- en West-Barendrecht |                                                                                         |
| Koudekerk aan den Rijn  | 01.01.1939 | Koudekerk                 | Koudekerk aan den Rijn wurde am 1. Januar 1991 in die Gemeinde Rijneveld eingegliedert. |
| Liemeer                 | 01.01.1994 | Nieuwveen                 | Liemeer wurde am 1. Januar 2007 in die Gemeinde Nieuwkoop eingegliedert.                |
| Rijnwoude               | 01.01.1993 | Rijneveld                 | Rijnwoude wurde am 1. Januar 2014 in die Gemeinde Alphen aan den Rijn eingegliedert.    |
| Zevenhuizen-Moerkapelle | 01.02.1992 | Moerhuizen                | Zevenhuizen-Moerkapelle wurde am 1. Januar 2010 in die Gemeinde Zuidplas eingegliedert. |